# Ferdinand Verschoor van Nisse
Ferdinand Verschoor van Nisse (Bergen op Zoom, 11 december 1876 – Rotterdam, 16 april 1933) was een Nederlands zeeofficier en bestuurder. Hij diende als luitenant bij de Koninklijke Marine en bekleedde later functies als directeur van de Gemeentelijke Handelsinrichtingen en als havenmeester van Rotterdam.

## Biografie
Ferdinand werd geboren in Bergen op Zoom als zoon van Reinier Jan Verschoor van Nisse (1831–1896) en Johanna Sophia van Es (1844–1936). Zijn vader was ambachtsheer van Nisse. De familie Verschoor van Nisse was sinds het einde van de 18e eeuw eigenaar van de heerlijkheid en bekleedde generaties lang functies in het lokale bestuur van Zeeland. Zijn broer Jan Reinier Frans Verschoor van Nisse was resident in Nederlands-Indië.
Hij genoot zijn opleiding aan het Koninklijk Instituut voor de Marine, waar hij in 1897 de rang van adelborst 1e klasse behaalde. In 1909 verzocht hij als luitenant ter zee 2e klasse om eervol ontslag uit de zeedienst. Nadien was hij werkzaam bij de H.I.J.S.M., de Arbeidsinspectie, de Havendienst en de Gemeentelijke Handelsinrichtingen van de gemeente Rotterdam.
In 1905 trad hij in het huwelijk met Jenny Maria Thérèse Louise Eckstein (1885–1953). In 1927 werd hij benoemd tot havenmeester van Rotterdam, waar hij een belangrijke rol speelde in de modernisering van de haveninfrastructuur en -organisatie. Hij was daarnaast voorzitter van de Commissie van Deskundigen voor de Rijnvaart.
Hij was actief binnen verschillende maatschappelijke kringen en had een grote belangstelling voor zeegeschiedenis en internationale maritieme samenwerking. Zijn inzet voor de maritieme sector werd in 1931 erkend met zijn benoeming tot Ridder in het Legioen van Eer.
Ferdinand Verschoor van Nisse overleed op 16 april 1933 in Rotterdam, op 56-jarige leeftijd. Hij werd begraven op begraafplaats Oud Eik en Duinen in Den Haag.

## Familieachtergrond en de Heerlijkheid Nisse
De familie Verschoor van Nisse is nauw verbonden met de voormalige heerlijkheid Nisse, een ambachtsheerlijkheid in de provincie Zeeland. Deze heerlijkheid was eeuwenlang in het bezit van de heren van Borssele totdat het in 1669 door huwelijk aan het geslacht Van der Nisse kwam. Aan het einde van de 18e eeuw kwam de heerlijkheid in bezit van de familie Verschoor via het huwelijk van Cornelia Wernerina Spijker, vrouwe van Nisse, met Jan Hendrik Verschoor (1769–1843). Hun nakomelingen, waaronder Reinier Jan Verschoor van Nisse (1831–1896), waren ambachtsheren van Nisse. Als privaatrechtelijk bezit bleef de heerlijkheid binnen deze familie tot in de 20e eeuw. Van deze tak noemde de familie zich voortaan Verschoor van Nisse.